# Motorradwagenrennen

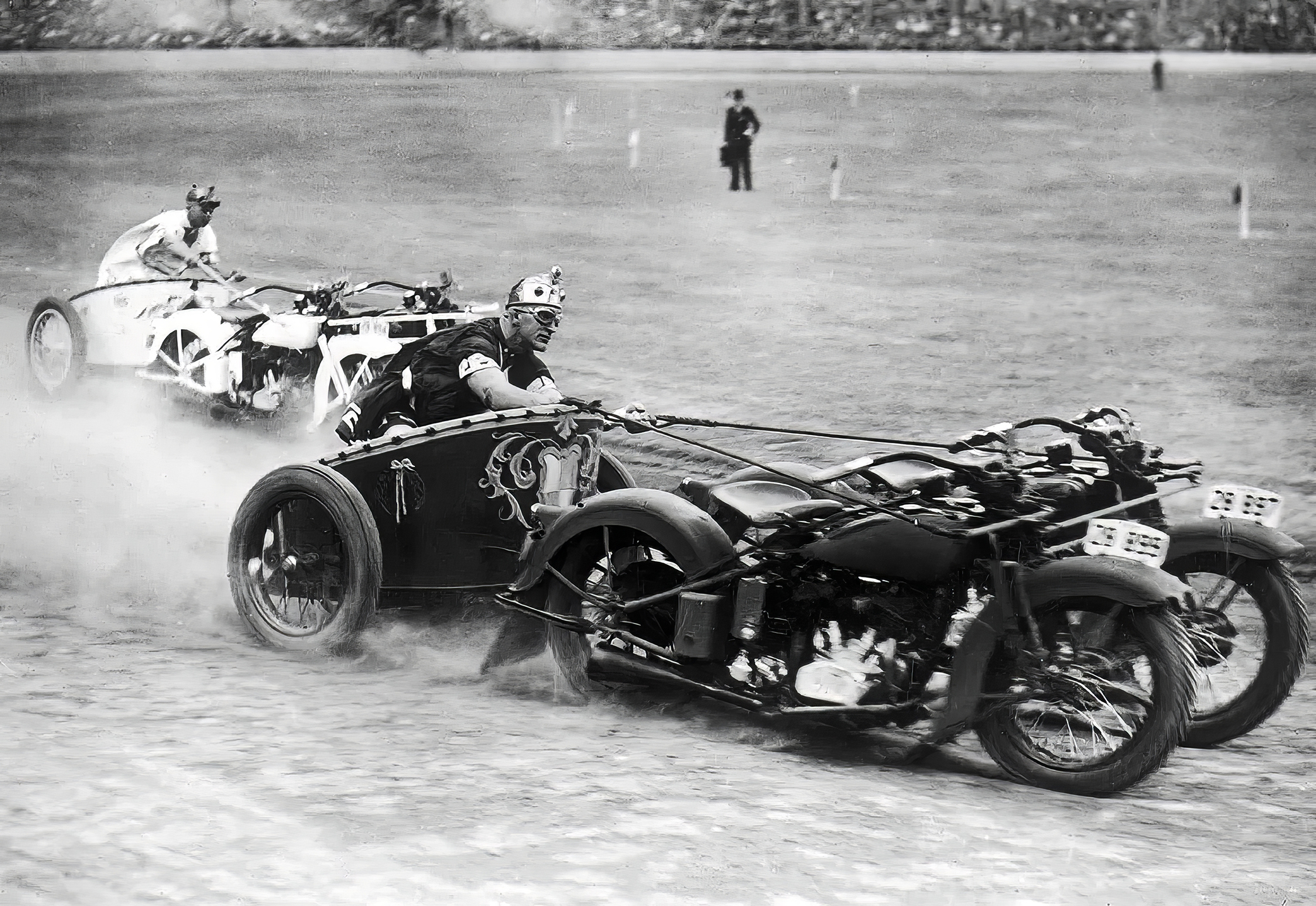
Motorradwagenrennen 1936 in Australien

Motorradwagenrennen (englisch Motorcycle chariot racing) ist ein Motorsport, der aus der Kombination von Motorradrennen und den antiken römischen Wagenrennen entstanden ist. Hierbei ersetzen Motorräder die Pferde vor den einachsigen Streit- und Rennwagen. 

## Geschichte
Woher die Motorradwagenrennen kommen, ist umstritten. Verschiedene Quellen behaupten, sie seien Anfang der 1920er Jahre in den USA, Australien oder Neuseeland entstanden.
Eine der frühen bekannten Veranstaltungen fand am 4. Juni 1922 im Idora Park in Oakland, Kalifornien, statt. Darüber hieß es: „Eine Neuheit des Tages, die bei den Zuschauern auf der Tribüne für schallendes Gelächter sorgte, waren die Motorrad-Wagenrennen, die angeblich die ersten ihrer Art in der Geschichte des Motorradsports waren.“ In der Folgezeit der 1920er und 1930er Jahre gewannen solche Rennen an Popularität, unter anderem verstärkt durch den Film Ben Hur von 1925. Vermutlich durch den Zweiten Weltkrieg ist der Sport mit von Motorrädern gezogenen „Streitwagen“ fast ausgestorben, obwohl immer noch Showfahrzeuge hergestellt und gefahren wurden.
In den 1930er Jahren fanden vermutlich auch Rennen auf dem alten Charlotte Speedway in North Carolina statt. Nach den ersten Veranstaltungen wurden Motorradwagenrennen in Australien weiterentwickelt und verbreiteten sich schnell in Europa. Im Jahr 1925 filmte Pathé News ein Showrennen im Crystal Palace Park in London. In Deutschland fand im Mai 1934 in Stettin das „Römische Wagenrennen mit Motorrädern, eine Vorführung der Kraftrad-Schützenkompanie“ statt. Anlass war das erste Pommern-Turnier des Reichsverbandes für Zucht und Prüfung deutschen Warmbluts, unterstützt von der NS-Reichsregierung.
Eine typische frühe Variante war ein Fahrer auf einem Motorrad, der einen Wagen und einen Wagenlenker zog, die im Wesentlichen nur zur Zierde dienten. So beschrieb es ein kurzer Artikel der US-amerikanischen Zeitschrift Popular Mechanics von 1922. Daraus entwickelte sich bald eine Zusammenstellung mit zwei fahrerlosen Motorrädern, die von einem einzigen Wagenlenker mithilfe von Zügeln gelenkt wurden. Gelenkt wurde manchmal mit Zügeln, die an den Gashebeln befestigt waren, oder mit an den Lenkstangen befestigten starren Verbindungen. Der Wagenlenker in römischem Kostüm lenkte mitunter nur, indem er die Geschwindigkeit der beiden Motorräder zueinander veränderte. Neuere Gespanne können Pedale zur Geschwindigkeitskontrolle haben; mit den Zügeln werden dann die Vorderräder gelenkt. Auf einem Foto ist zu sehen, dass es mitunter vier Motorräder vor einem Wagen waren. Auch von Stuntmen wurde die Thematik dieser Art von motorisierten Wagenrennen aufgenommen und war dadurch bis in das 21. Jahrhundert medial präsent.
Im Jahr 1974 wurde ein Patent für einen motorrad-gesteuerten römischen Einachser bewilligt, Patent No. 3840085. Obwohl Blaupausen vorliegen und die Funktionsweisen nebst Handhabung detailliert beschrieben sind, wurde das Gefährt vermutlich nie öffentlich vorgeführt. Zu dieser Zeit waren Motorradwagenrennen weitestgehend aus der Mode gekommen.